# Салджиуты
Салджиу́ты (монг. Салжиуд) — одно из племён, входивших в нирунскую ветвь монголов. В настоящее время этническая группа в составе халха-монголов, бурят и хазарейцев.

## История
Этноним «салжиуд» известен в монгольском и тюркском вариантах: в монгольском — «салджиуд», «салжиуд», в тюркском — «сельджуки»,  «сельджукиды». Во времена Чингисхана монгольские салджиуты упоминаются в союзе с тайджиутами, хатагинами (катакинами), татарами, горлосами (кураласами) и икиресами (инкирасами). Следует упомянуть, что салджиуты считались нирунами. Салджиуты во времена Чингисхана расселялись в долинах юго-западных притоков р. Ангары. Этим сведениям вторят сюжеты генеалогических преданий монголов, согласно которым салджиуты произошли от среднего сына Алан-Гоа — Букату-Салджи (Бухуту-Салчжи), что также связывает предков салджиутов с Прибайкальем. Вероятно, осколки салджиутов сохранились в юго-восточной части Приангарья и вообще в Присаянье со времен средневековья. Часть салджиутов двинулась в юго-западном направлении и оказалась в Юго-Восточной Туве. Среди тувинцев салджиуты известны как салджак/салчак, среди башкир как сальют.
Э. Блоше и Н. Асим являются сторонниками монгольского происхождения сельджуков и сельджукидов. По их мнению, сельджукская группировка образовалась из нирун-монгольского племени салджиут.

## Современность
В настоящее время салджиуты входят в состав халха-монголов (род салджиуд, салжиуд) и этнических групп бурят: сартулов, хонгодоров, китойских, закаменских и селенгинских бурят (род салджиуд, салджуд, сальджуд, сальжуд). Салджиуты, осевшие в Афганистане, образовали одно из племен в составе хазарейцев — чилджиут.
Носители родовой фамилии Салжид проживают в Улан-Баторе и аймаках Монголии: Сухэ-Батор, Хэнтий; Салжиуд — в Улан-Баторе и аймаке Сэлэнгэ; Салжууд — в Улан-Баторе и аймаке Сэлэнгэ.